# Per-Johan Axelsson
Anders Per-Johan Axelsson, detto P. J. (Kungälv, 26 febbraio 1975), è un ex hockeista su ghiaccio svedese.

## Biografia
Nella sua lunga carriera ha vestito le maglie di due sole squadre: ha iniziato la carriera col Västra Frölunda HC; nel 1997 è passato ai Boston Bruins, che lo avevano scelto al draft del 1995, e qui è rimasto fino al 2009 (se si eccettua la stagione del lockout, giocata col Frölunda che nel frattempo aveva cambiato denominazione, e con cui vinse il titolo); ha poi chiuso la carriera nuovamente nel massimo campionato svedese, sempre con la maglia del Frölunda HC.
Con la maglia della Svezia ha disputato due edizioni dei Giochi olimpici invernali (Salt Lake City 2002 e Torino 2006, quest'ultima vinta) e sei dei mondiali (vinse due argenti, nel 2003 e nel 2004, ed altrettanti bronzi, nel 2001 e nel 2002).
Ha un fratello minore, Anton Axelsson, anch'egli giocatore professionista di hockey su ghiaccio.

## Palmarès

### Club
- Campionato svedese: 1

Frölunda HC: 2004-2005

### Nazionale
- Giochi olimpici: 1

Svezia: Torino 2006